# Francesc Santacruz i Gener
Francesc Santacruz i Gener (c. 1680 - any 1726) fou un escultor i enginyer militar català. És conegut per ser l'autor del Barcino Magna Parens, un plànol molt detallat del setge de Barcelona dels anys 1713-1714 durant la Guerra de Successió Espanyola.

## Biografia
Francesc Santacruz va néixer a Sant Cugat del Vallès a finals del segle xvii. Era fill de Francesc Santacruz i Artigues, escultor i fuster de Barcelona, i de Caterina Gener, vídua de Jaume Sala fuster de Sant Cugat del Vallès, es va casar amb Maria Llunell de Sant Feliu de Llobregat hereva de la Torre Llunell (actualment Torre Casanovas, al carrer de Dalt) de la Quadra de Palau. Li treuen la propietat els Borbons i la filla Caterina Santacruz i Llunell, casada l'1 d'octubre de 1726 a Sant Feliu de Codines amb Josep Ros botiguer de Vic, pleiteja i es veu obligada a vendre El seu pare va destacar com a escultor barroc i va treballar en l'obra del retaule de Sant Sever (1681-1683) de la catedral de Barcelona, així com en el retaule de Sant Benet del monestir de Sant Cugat del Vallès i en el d'Arenys de Mar. També va ésser autor de les imatges de Sant Xavier i el Nen Jesús de l'exterior de l'església de Betlem de Barcelona. L'any 1708 Francesc Santacruz i Artigues va ésser nomenat arquitecte militar de l'exèrcit austriacista i va obtindre la graduació de sergent major d'infanteria.
Francesc Santacruz i Gener, com el seu pare, es va dedicar en la seua joventut a la construcció d'alguns retaules, com el de les monges jerònimes de Barcelona, el de Sant Vicenç dels Horts i el de Santa Maria de Llinars. L'any 1707 va esdevenir capità d'enginyers de l'exèrcit austriacista i, al cap de pocs mesos, era destinat a la fortalesa de Cardona, on va exercir com a capità d'enginyers fins a principis del 1713. Com a capità d'enginyers, Santacruz va haver de resistir l'important setge borbònic que va viure la fortalesa de Cardona durant els mesos de novembre i desembre del 1711, i va haver de dirigir bona part de les reformes que es van haver de fer a la fortalesa posteriorment.
Durant els anys 1712 i 1713 el capità d'enginyers Francesc Santacruz va treballar en el disseny de les obres de fortificació del castell d'Hostalric. El 14 de juliol del 1713 el tinent general Antonio de Villarroel, comandant en cap de la defensa de Barcelona, li va demanar un informe sobre l'estat de les muralles de la ciutat.

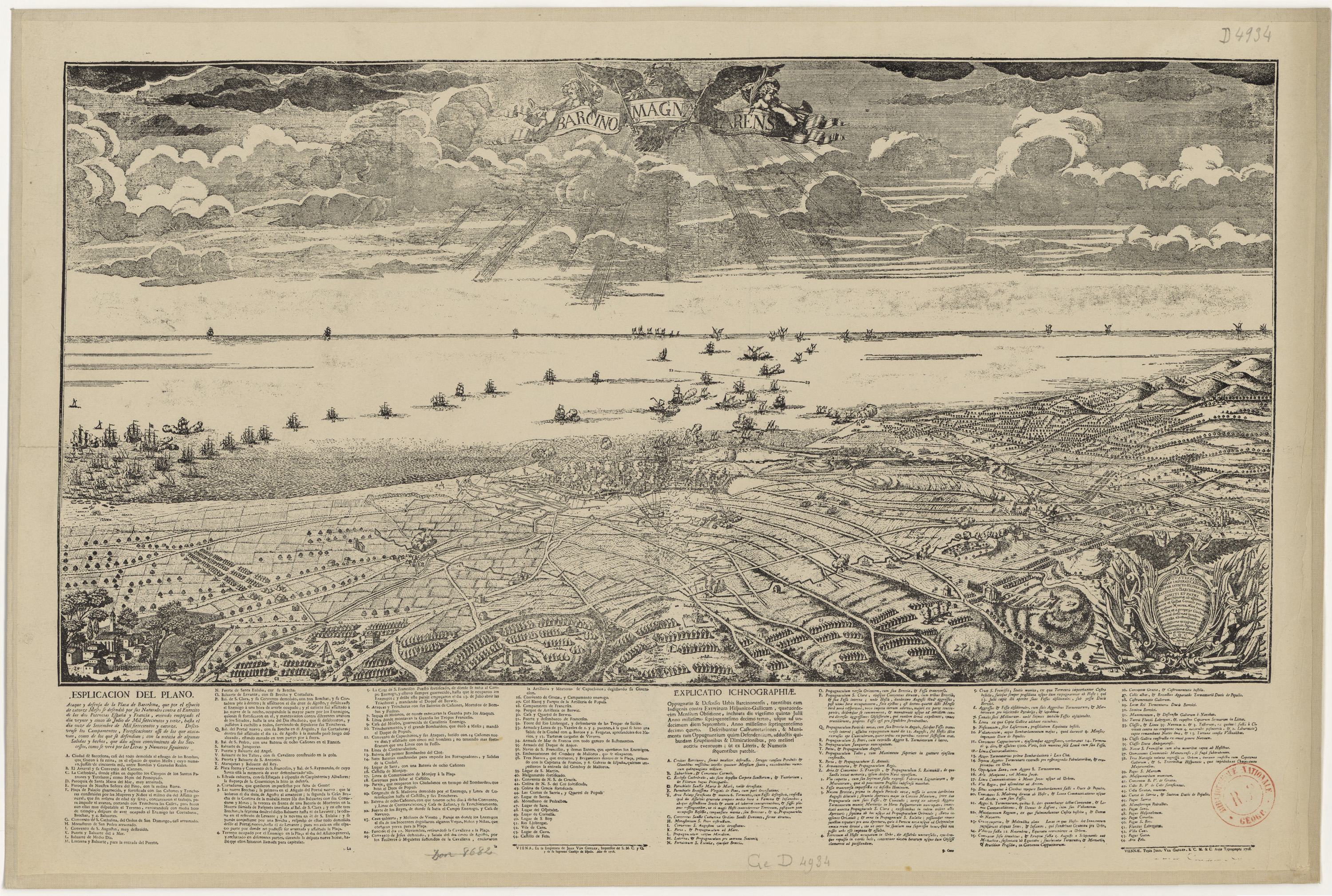
Plànol Barcino Magna Parens imprès a Viena pel Consell d'Espanya (1718) i mostrant el bloqueig i setge de Barcelona durant els anys 1713-1714

Sembla que el capità d'enginyers Francesc Santacruz es trobava a Barcelona durant el llarg setge borbònic i va fugir de la ciutat abans de l'ofensiva final. Es va exiliar a Viena l'any 1715. Segons el cronista Francesc de Castellví i Obando, es va embarcar cap a Maó el març del 1715 en el mateix vaixell que prenia el general Josep Moragues, que després d'haver-se-li requisat tota la documentació i d'haver-se-li posat vigilància, pretenia fugir cap a l'exili. L'enginyer Santacruz es va dirigir a Moragues com a general i aquest va ésser el motiu que va fer que el capità del vaixell, després d'haver sentit qui era, tingués por i decidís tornar enrere al·legant que hi hauria mala mar. Informades les autoritats borbòniques de la intenció de Moragues de tornar-se a embarcar, el dia 20 de març va ser capturat a prop de Montjuïc. El dia 27 de març el general Moragues va ser executat a Barcelona.
Francesc Santacruz es trobava ja a Viena el juny del 1716 i, des de la capital imperial, va publicar l'any 1718 el millor plànol del setge de Barcelona, el Barcino Magna Parens, un gravat de grans dimensions que descriu els principals episodis del setge de Barcelona i que mostra una detallada distribució de les forces defensores i atacants. A més, el plànol permet fer una aproximació molt fidedigna a la topografia del pla de Barcelona de principis del segle xviii, ja que s'hi mostren tot un seguit d'elements urbans presents al territori com els diferents pobles, els masos, els convents i els camins, entre d'altres.
El seu germà Agustí Santacruz era el rector de la parròquia de Sant Feliu de Codines i va ser el promotor i fundador de l'hospital que encara avui porta el seu nom.